# Mikrokosmos
Pour l’article homonyme, voir Chœur Mikrokosmos.
Les Mikrokosmos, BB 105, Sz. 107, constituent une œuvre pour piano écrite par Béla Bartók entre 1926 et 1939.

## Description
Le Mikrokosmos est une série de 153 petites pièces pour piano qui se décline en six volumes, de difficulté croissante, composées dans un but pédagogique pour son deuxième fils, Péter, né en 1924. L'ensemble a été publié en 1940. Le mot Mikrokosmos signifie « petit monde » (du grec) et peut donc s'interpréter comme une série de pièces de styles différents. Selon Bartók, ce titre peut aussi se comprendre comme le « monde des petits enfants ».
Cette œuvre s'inscrit dans la lignée d'autres œuvres didactiques de compositeurs pédagogues tels que Piotr Ilitch Tchaïkovski, Dmitri Kabalevski ou Sergueï Prokofiev. Ce n'est par ailleurs pas la première œuvre pour piano de Bartók à destination des enfants, puisque la première version du cycle Pour les enfants date de 1908-1909. Certaines pièces sont des hommages directs à d'anciens claviéristes, dont Robert Schumann, Jean-Sébastien Bach et François Couperin. D'autres sont inspirées par de la musique folklorique, sont des études de rythme ou sur la technique pianistique (croisements de mains…). Dans sa préface, Béla Bartók recommande lui-même aux élèves pianistes de ne pas se contenter d'apprendre l'instrument en jouant uniquement les pièces de son Mikrokosmos mais il suggère d'aborder également les Études de Carl Czerny, ou bien le Petit Livre d'Anna Magdalena Bach de  Jean-Sébastien Bach. Ainsi, le recueil pédagogique de Bartók n'est pas à considérer comme une méthode de piano mais plutôt un recueil complémentaire aux pièces techniques traditionnelles.

## Style
Cette œuvre est un miroir de la musique de Bartók. En effet, ces petites pièces d'abord techniques sont également modernes et présentent des jeux de rythme, d'harmonie, d'accords a priori dissonants mais consonants. Avec des sonorités et des schémas proches de la musique jazz (cycle des quintes…), des inspirations de musique folklorique, Mikrokosmos est une œuvre moderne et innovante selon les critiques.

## Influence
Mikrokosmos est considéré comme une des plus grandes œuvres pédagogiques pour piano du XXe siècle. Ce recueil est à la fois pédagogique, dans son but et son propos, mais aussi une œuvre à part entière, illustrant une de ses grandes caractéristiques de l'œeuvre de Bartók, soit son lien étroit avec la musique populaire. Le compositeur György Ligeti en parle comme d'une « série de chefs-d’œuvre en miniature extraordinairement variables et finement ciselés » qui sont tout aussi significatifs que ses œuvres majeures. Mikrokosmos s'apparenterait, toujours selon Ligeti, à des œuvres visuelles telles que les dessins ou les aquarelles de Paul Klee, représentant un petit monde, un univers de détails dont l'ensemble est parfaitement cohérent.
Les pianistes hongrois György Sándor, Dezső Ránki, Jenő Jandó et Zoltán Kocsis ont tous enregistrés l'intégrale des pièces constituant Mikrokosmos. Les Six danses en rythme bulgare qui concluent le dernier volume ont été dédiées par le compositeur à la pianiste britannique Harriet Cohen, et sont parfois jouées comme un cycle indépendant.
Mikrokosmos a aussi été source d'inspiration : 
- du ballet homonyme Bartók/Mikrokosmos d'Anne Teresa De Keersmaeker créé en 1987[10];
- du cycle Makrokosmos (1972-1979) du compositeur américain George Crumb.